# Среднеарметово
Среднеарметово (варианты написания: Средне-Арметово, Средняя Арметово; баш. Урта Әрмет) — историческая деревня, слившаяся после 1920 года с Верхнеарметово, деревней в Ишимбайском районе, Республики Башкортостан Российской Федерации.

## География
Аул стоял в 13 вёрстах от центра волости — села Макарово и 40 вёрстах от уездного города Стерлитамака.

## История
Появилось в 1839 году между Верхним и Нижним Арметово.
До упразднения уездно-губернского деления аул входил в состав Макаровскую волость, Стерлитамакский уезд.
Среднеарметово слилось с д. Верхнеарметово после 1920 года.

## Население
Проживали 81 башкир и 51 тептярь. По переписи 1877 года на 34 дворах жили 145 мужского полу и 147 женского. В 1920 г. деревня насчитывала 678 жителей и 137 дворов, население в основном башкирское.

## Экономика
Лесное хозяйство (1877).